# 東陽片岡
東陽 片岡（とうよう かたおか、1958年6月16日 -）は、日本の漫画家、イラストレーター。東京都板橋区出身。

## 来歴
多摩美術大学美術学部デザイン科卒業後、雑誌のデザイナーをしていたが、並行して個人漫画のミニコミを発行。その特異さと完成度の高さから、評判になる。1994年、雑誌「ガロ」に投稿し入選。「長井勝一が選んだ最後の新人」とされる。
「東陽片岡」というペンネームの由来は、彼が夢で渡された名刺にあった名前だという。
四谷三丁目のスナック「秋田ぶるうす」のマスターを務めている。

## 作風
昭和を感じさせる、下町に暮らす人々とその生活をテーマとして、下品とシュールを織り交ぜたエロ・グロ・ナンセンスでありながら、ダウナーで妙にリアリティを感じさせる独自の世界を描いている。映画『三丁目の夕日』のような「昭和」とは対極に位置する、下品で貧乏くさい「昭和」である。
作品は、スクリーントーンを使用せず、すべて手描きで、また、アシスタントも使用していない。登場人物が暮らす古アパートの、畳の細かい目をびっしりと描き込むのも特徴で、「畳職人漫画家」とも呼ばれる。

## 作品リスト
- てくなーとマンガ（新声社） - 1996年 ※ゲーム雑誌『ゲーメスト』に掲載していたホームレス兄弟が出演の広告漫画。
- やらかい漫画（青林堂）- 初版発行1996年9月20日
- されどワタシの人生（青林工藝舎）- 初版発行1999年3月20日
- 段ボール低国の天使たち（実業之日本社/マンサンコミックス） - 初版発行2000年12月29日
- 東陽片岡 哀愁劇場（青林工藝舎） - 初版発行2002年7月30日
- お三十路の町（小学館）
  - 巻の1 - 初版発行2002年9月20日
  - 巻の2 - 初版発行2002年11月20日
  - 巻の3 - 初版発行2004年9月20日 ※全3巻で終了した理由は「締め切りを守らない為の打ち切り」
- うすバカ二輪伝（青林工藝舎）- 初版発行2003年11月20日
- うすバカ風俗伝（青林工藝舎）- 初版発行2006年1月20日
- やさぐれ煩悩ブルース（メディア・クライス）- 初版発行2008年2月
- うすバカ昭和ブルース（青林工藝舎）- 初版発行2008年5月
- ステテコ行進曲（青林工藝舎）- 初版発行2009年9月
- ほどよい男たちのバラード（秋田書店）- 初版発行2009年9月
- レッツゴー!! おスナック（青林工藝舎）- 初版発行2010年7月23日
- 熟女ホテトルしびれ旅（青林工藝舎）- 初版発行2011年1月
- シアワセのレモンサワー（愛育社） 2011年4月
- コモエスタうすらバカ（青林工藝舎）- 初版発行2012年2月24日
- ワシらにも愛をくだせえ〜っ!! 青林工藝舎 初版発行2018/9/22 ISBN 978-4883794515

## 映画出演
- 「東陽片岡の甘い生活」 自主映画監督ダーティ工藤による、インタビュー・ドキュメンタリー。DVD発売。下記の2作品を収録。
  - 「東陽片岡のカク！」2001年
  - 「東陽片岡パッケージを描くの巻」2006年
- 「東陽片岡のルサンチマン」2007年 やはりダーティ工藤監督による、東陽片岡主演によるフィクショナルな映画作品。
- 美代子阿佐ヶ谷気分 2009年
- 俳優・亀岡拓次 2016年

## 主な登場人物
微妙に設定は異なるものの、各作品をまたいで共通の人物が登場するスター・システムがみられる。
決斗兄弟
キックボクサーの兄弟。実の兄弟では無い。ジムが潰れる等、運が無い。チャンピオンを目指している。兄の名は不明。弟の名は順二。
ホームレス兄弟
ホームレスの兄弟。実の兄弟では無い。アオカン（野宿）をしたり、日雇い労働をして木賃宿に泊まったりしている。
ながし三兄弟
歓楽街の飲食店で流し稼業を営んでいる。長男はグチ聞き屋、次男はエロ話屋、三男はギターのながし。長男は常に褌一丁。
山下さん
印刷工場で働いている。無口。顔がそっくりな妹が居る。妹の仕送りで行く月イチのソープが楽しみ。涙もろい？
寝たきり姉妹&お金屋さん
病気でもないのに、働きもせず、古アパートの一室で常に寝ている姉妹。たまに「お金屋さん」が来てもってきてくれるお金で、生活している。
作者
作者の東陽片岡と思しき人物。初期はたまにしか登場しなかったが、近年は頻繁に登場。風俗（主にホテトル）とオートバイによる温泉巡りを、無上の楽しみとする。真性包茎であったため、包茎手術を行った。（余談だが、東陽は、手術のことを「シリツ」という。また、色々な言葉に「お」をつけたりする（おスナック、etc)
グチ聞き屋
ハンチング帽の男
流し新太郎